# Деренівка
Дерені́вка — село  в Україні, у Теребовлянській міській громаді Тернопільського району Тернопільської області. Населення становить 471 особа (2015).

## Географія
Селом тече струмок Деренівка.

## Мікротопоніми
Назви піль Деренівки:
- Блахівщина;
- Парибси;
- Розкоші;
- Селиська[1].

## Історія
Поблизу Деренівки виявлено археологічні пам'ятки черняхівської культури.
У 1516 році, за свідченнями польського історика Яна Бейгера, татари повністю зруйнували село Селисько, що існувало на теренах сучасної Деренівки давніше. Згодом поселення було відновлене і дістало нову назву — Деренівка.

### Річ Посполита
Перша писемна згадка — 1565 року як Дереньовичі.
У період Речі Посполитої у селі споруджували фортецю і костел. Проте коронні магнати постійно пригноблювали місцеве населення. Це призвело до активізації селян під час Великої Визвольної війни під проводом Богдана Хмельницького. За деякими свідченнями, до повстанських лав вступали навіть жінки. Проте невдовзі магнати змогли відновити контроль над Теребовлянщиною і після утихомирення повстання завдали значних спустошень селу. Було спалено 39 дворів, засуджено 8 осіб у селі Деренівка.

### Австрійська імперія
У 1868 році у Деренівці було засновано товариство «Просвіта», у 1898 році — організовано читальню, при якій створено товариство «Тверезість», різні гуртки, спортивне товариство «Січ».
Певний час власниками маєтку були Юстин та Розалія Козєбродські.
22 листопада 1886 року через Деренівку пройшов перший поїзд. Сільське життя завдяки будівництву залізниці Тернопіль — Чортків та залізничної станції Деренівка значно пожвавилося.

### Друга Річ Посполита
З 1919 по 1939 роки село входило до складу Теребовлянського повіту Тернопільського воєводства. В 1939 року в селі налічувалось 1110 жителів — 1070 українців-грекокатоликів, 30 українців-римокатоликів і 10 євреїв.
1 серпня 1934 року в рамках реформи на підставі нового закону про самоуправління (23 березня 1933 року) увійшло до нової сільської гміни Янів (Трембовлянський повіт Тернопільського воєводства).

### Сучасність
За радянських часів на зміну паровозам було запущено приміські дизель-поїзди до Чернівців, Тернополя, Іване-Пустого, Бучача, Гусятина, Чорткова, Заліщиків. Побудований елеватор на станції. Загалом станція обслуговувала одразу декілька підприємств.
Через падіння промисловості та зв'язку з занепадом залізниці, скорочено станцію. Школа стала початковою, молодь масово почала виїжджати на заробітки за кордон, через що стрімко впало населення.
12 червня 2020 року, відповідно до розпорядження Кабінету Міністрів України № 724-р «Про визначення адміністративних центрів та затвердження територій територіальних громад Тернопільської області» увійшло до складу Теребовлянської міської громади.
19 липня 2020 року, в результаті адміністративно-територіальної реформи та ліквідації Теребовлянського району, село увійшло до складу новоутвореного Тернопільського району.

## Політика

### Парламентські вибори 2019
На позачергових парламентських виборах 2019 року у селі функціонувала окрема виборча дільниця № 610831, розташована у приміщенні клубу.
Результати
- зареєстровано 344 виборці, явка 72,38%, найбільше голосів віддано за «Слугу народу» — 28,92%, за «Європейську Солідарність» — 16,47%, за Радикальну партію Олега Ляшка — 13,25%.[6] В одномандатному окрузі найбільше голосів отримав Микола Люшняк (самовисування) — 32,53%, за Ігоря Сопеля (Слуга народу) — 16,47%, за Аллу Стечишин (самовисування) — 14,06%[7].

## Економіка
Промисловість: АЗС, елеватор, асфальто-бетонний завод.

## Транспорт
На залізничній станції Деренівка зупиняється дві пари приміських дизель-поїздів сполученням Тернопіль — Заліщики (через Чортків). Раніше курсував дизель-поїзд до станції до Іване-Пусте.

## Населення

### Мова
Розподіл населення за рідною мовою за даними перепису 2001 року:
| Мова       | Кількість | Відсоток |
| ---------- | --------- | -------- |
| українська | 531       | 100%     |

## Поширені прізвища
Кравець, Бундзуляк, Кіщак, Кляпітура, Марцінів, Облоковський, Прус, Рудан, Туркула, Чегрин, Шкугра, Зубик.

## Культура

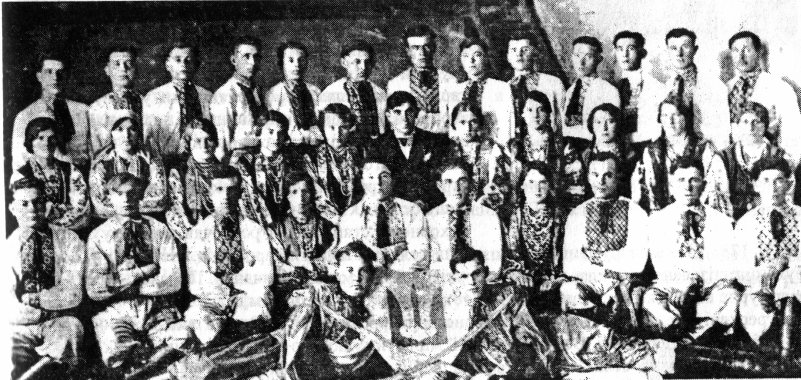
Хор читальні «Просвіта»

Освіта: загальноосвітня школа І ступеня, бібліотека.

## Пам'ятки
- Встановлено пам'ятний знак полеглим у бою УСС, насипано символічну могилу воякам УПА.
- Збереглася дерев'яна церква Покрови Пресвятої Богородиці (побудована 1672 року, перебудована 1715) та капличка.

Церква Покрови Пресвятої Богородиці (1672)
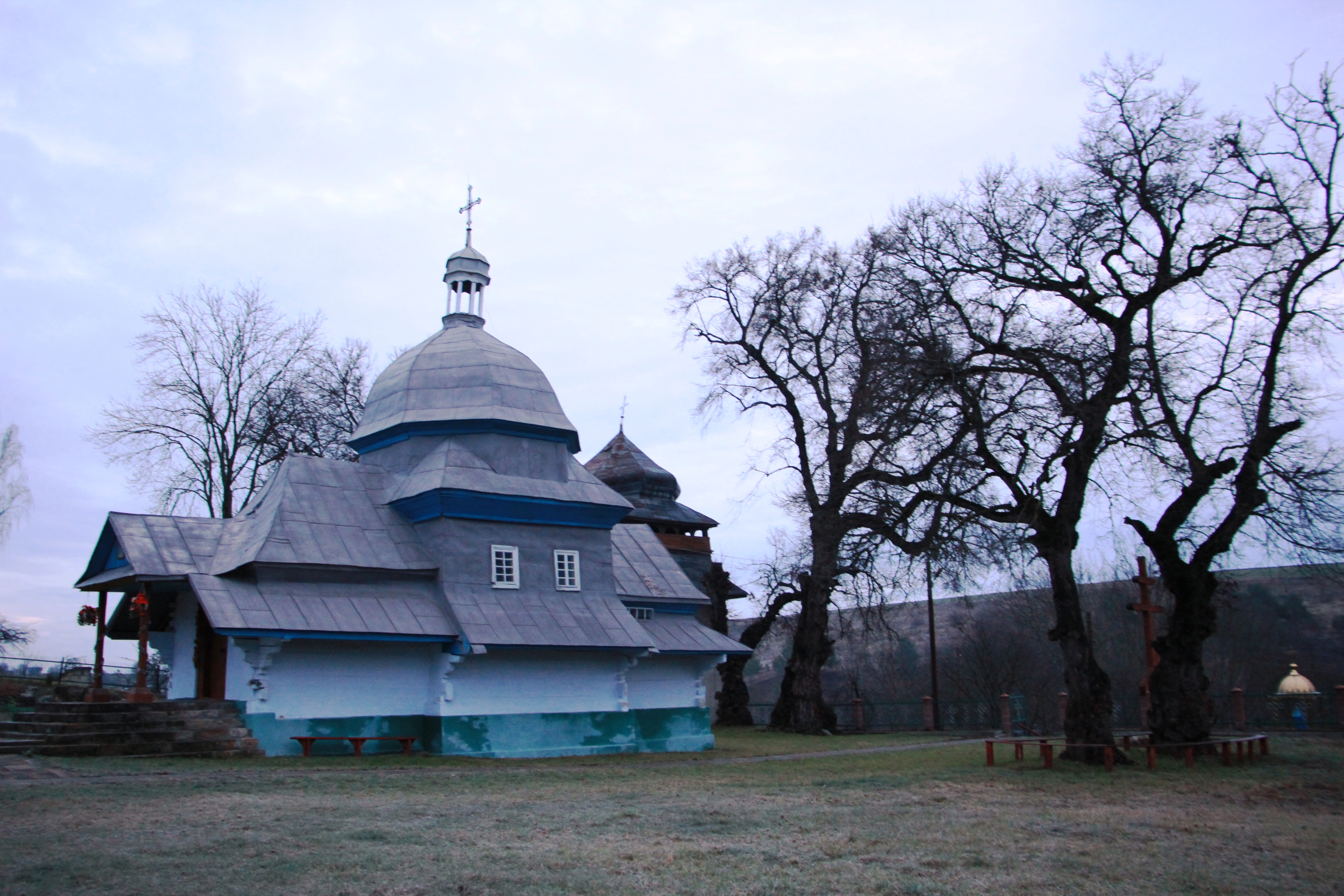
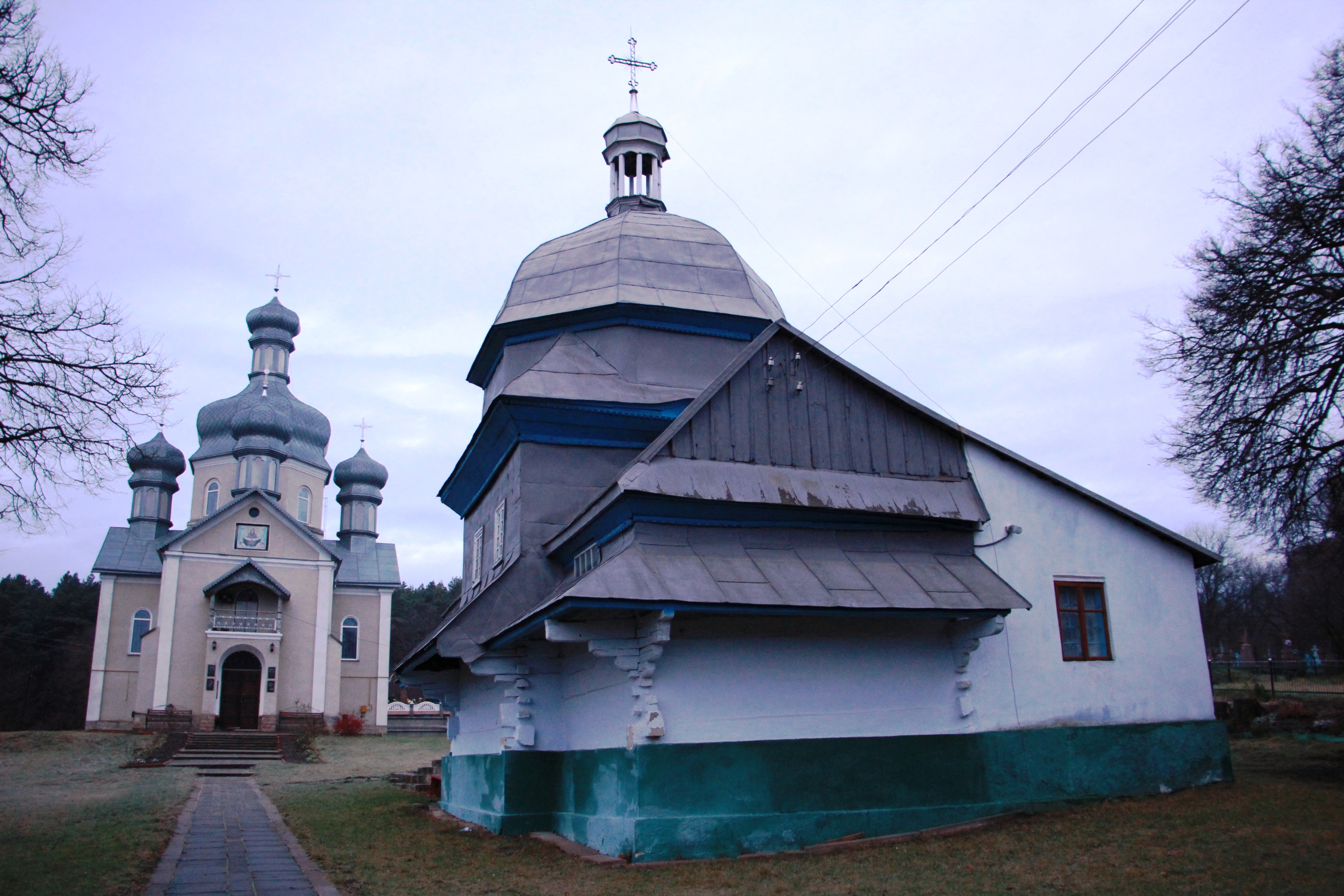
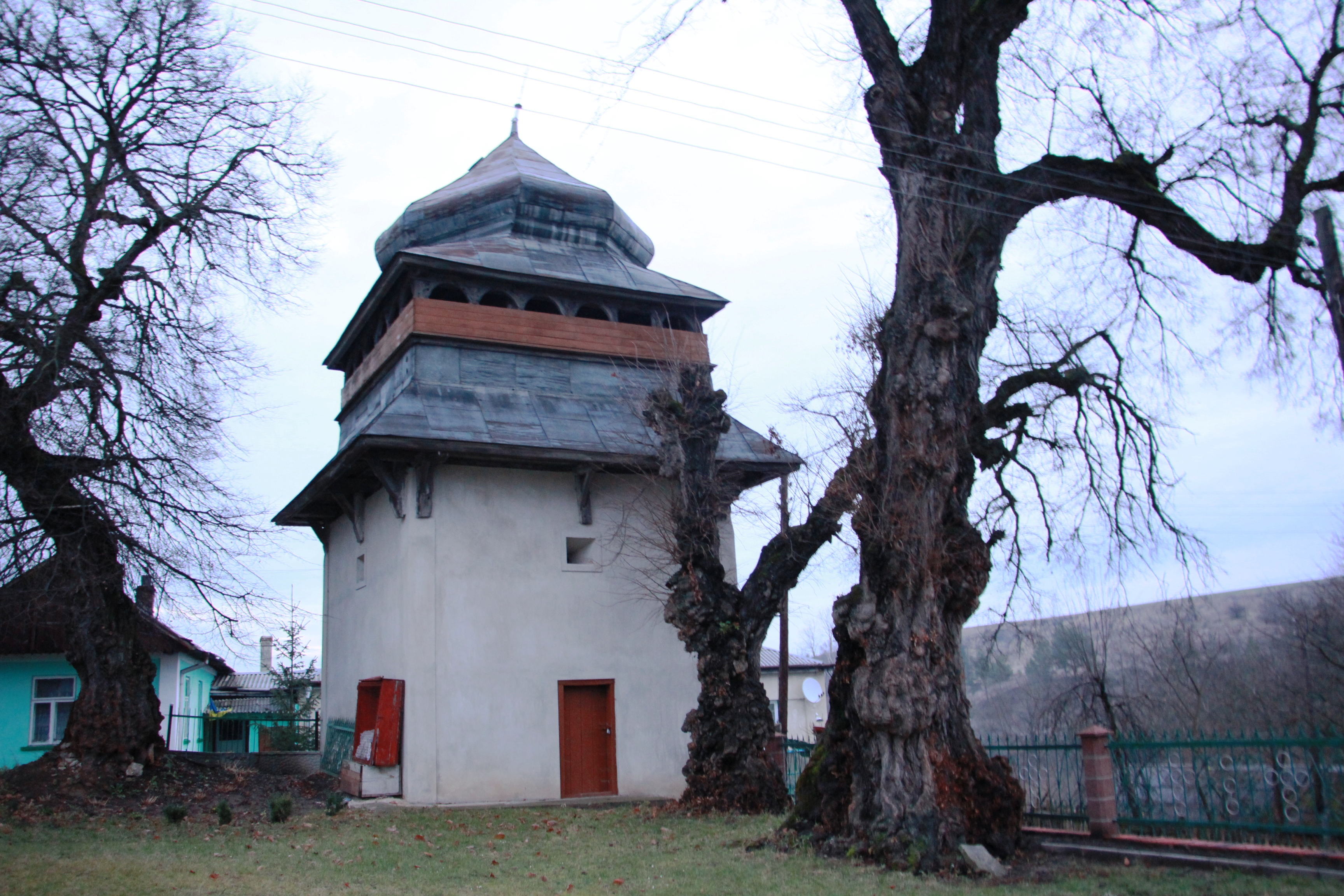
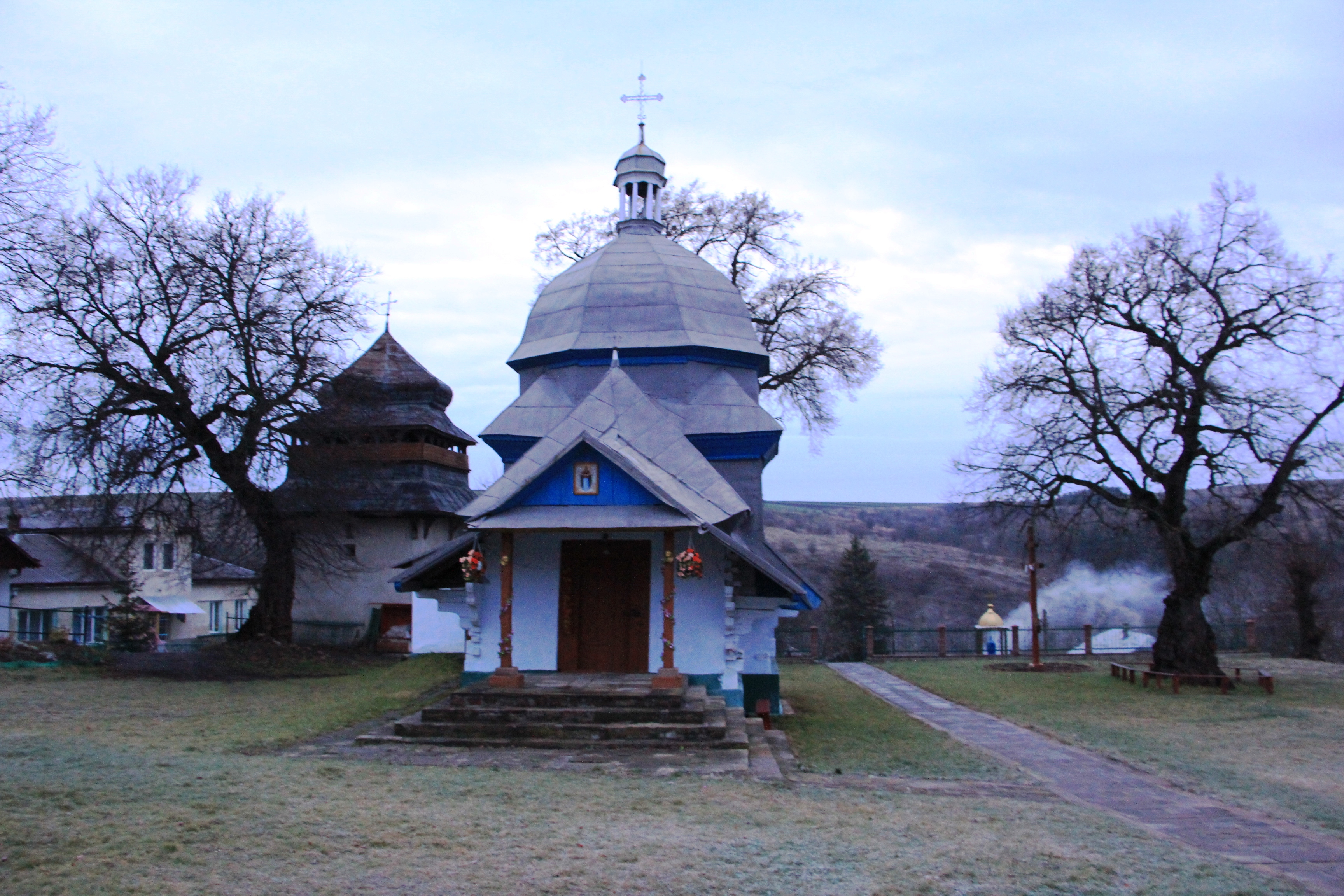

## Відомі особи
У селі народилися:
- Марія Гаврилюк — громадсько-культурна діячка.
- Кубів Василь — український інженер, громадсько-політичний діяч, краєзнавець, учасник національно-визвольного руху, політв'язень.
- Теодор Марцинів — педагог і публіцист.
- Поздик Йосип — заступник референта пропаганди Подільського крайового проводу ОУН, Лицар Срібного хреста заслуги УПА.
- Михайло Туркула (нар. 1958) — кандидат у майстри спорту, головний тренер ВК «Факел» Івано-Франківськ[9], батько Віктора Туркули.
- Софія Шаршаткіна — педагог, інженер.
- Дем'ян Іванович Чернець (нар. 6 квітня 1944, с. Деренівка, Тернопільська область) — український інженер, громадсько-політичний діяч. Заступник голови Всеукраїнського товариства політичних в'язнів і репресованих. Кавалер ордена «За заслуги» ІІІ ступеня (2018)[10].

## Галерея

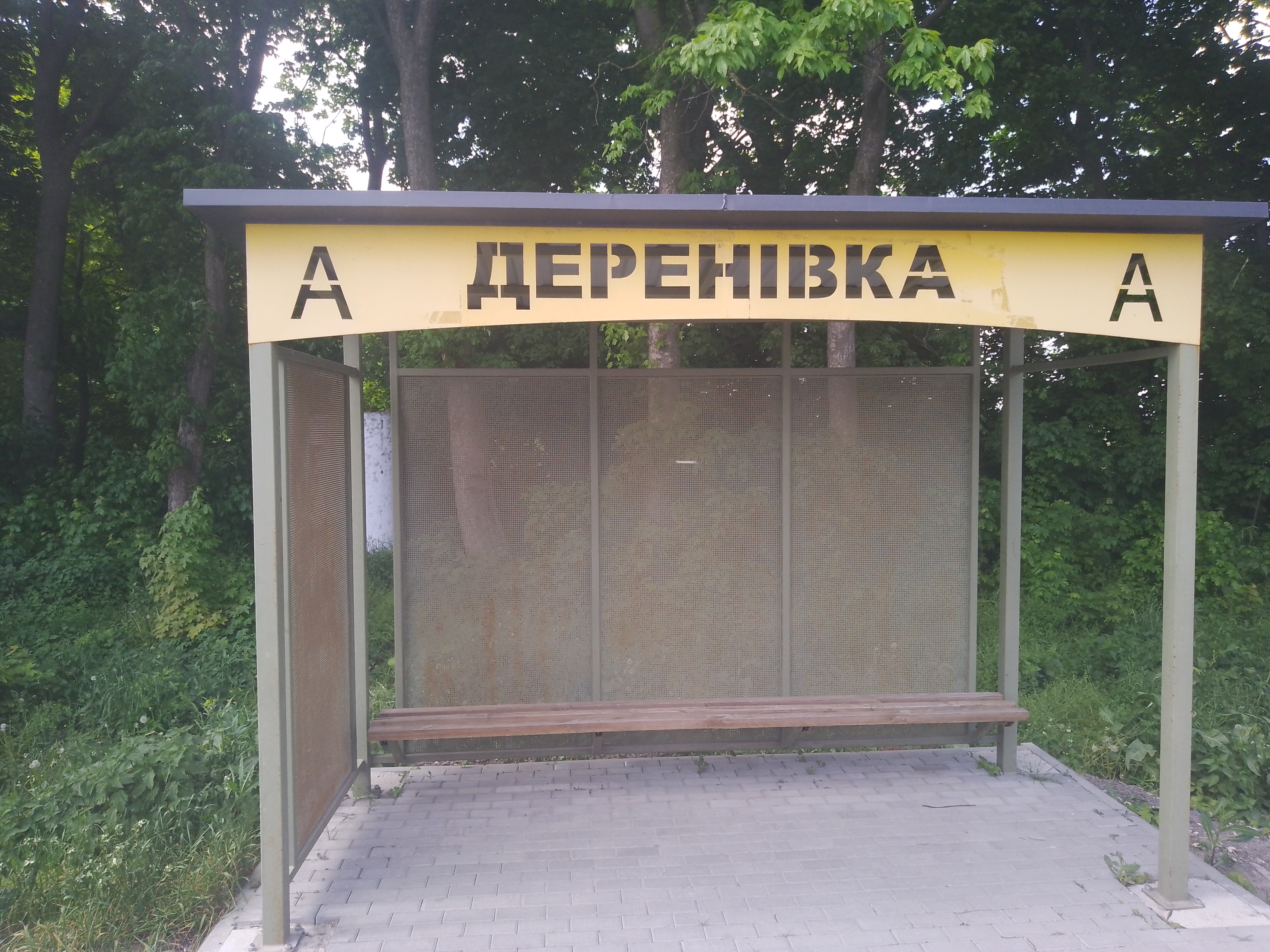
Автобусна зупинка в Деренівці
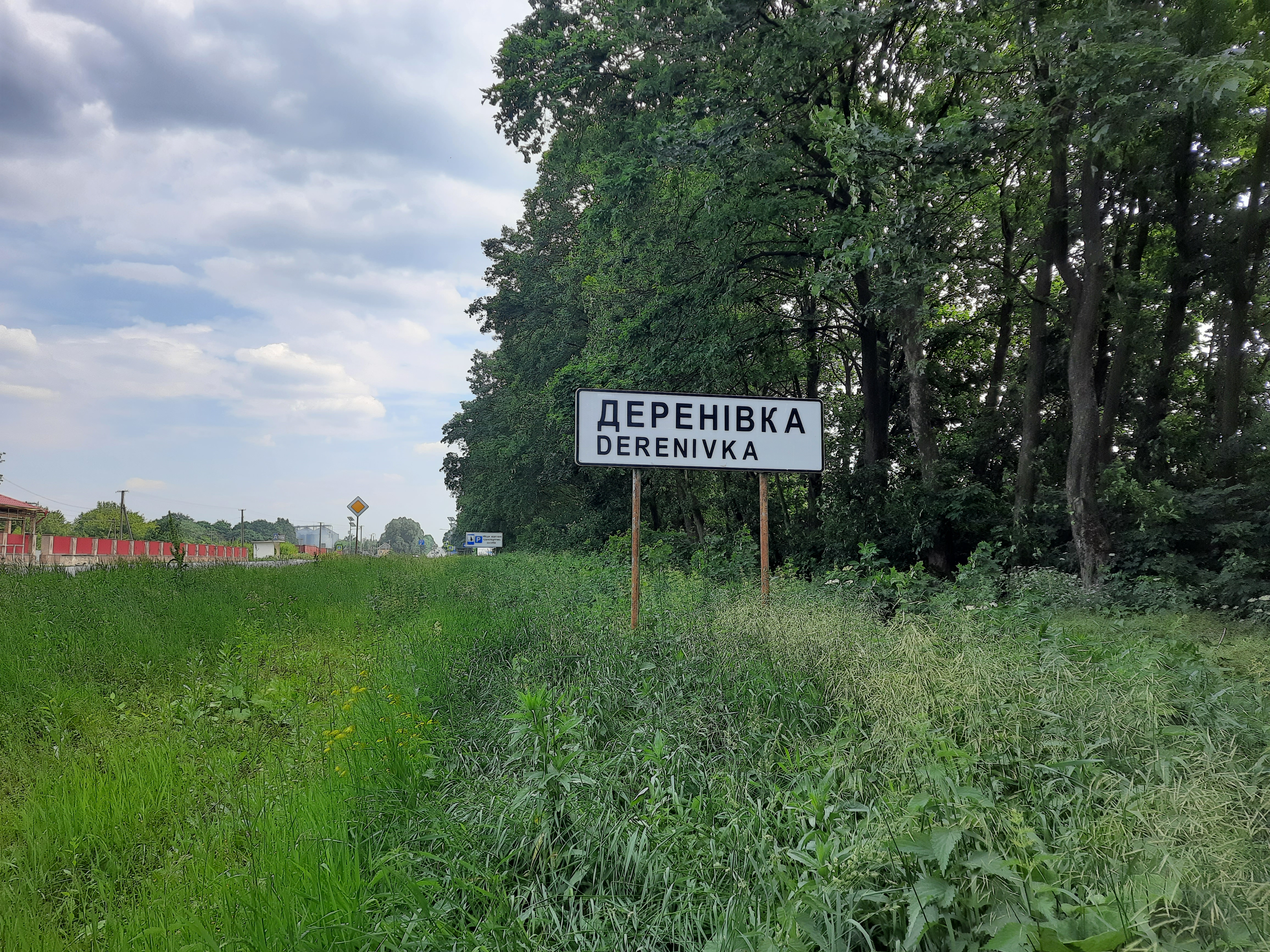
Дорожній знак при в'їзді в село.
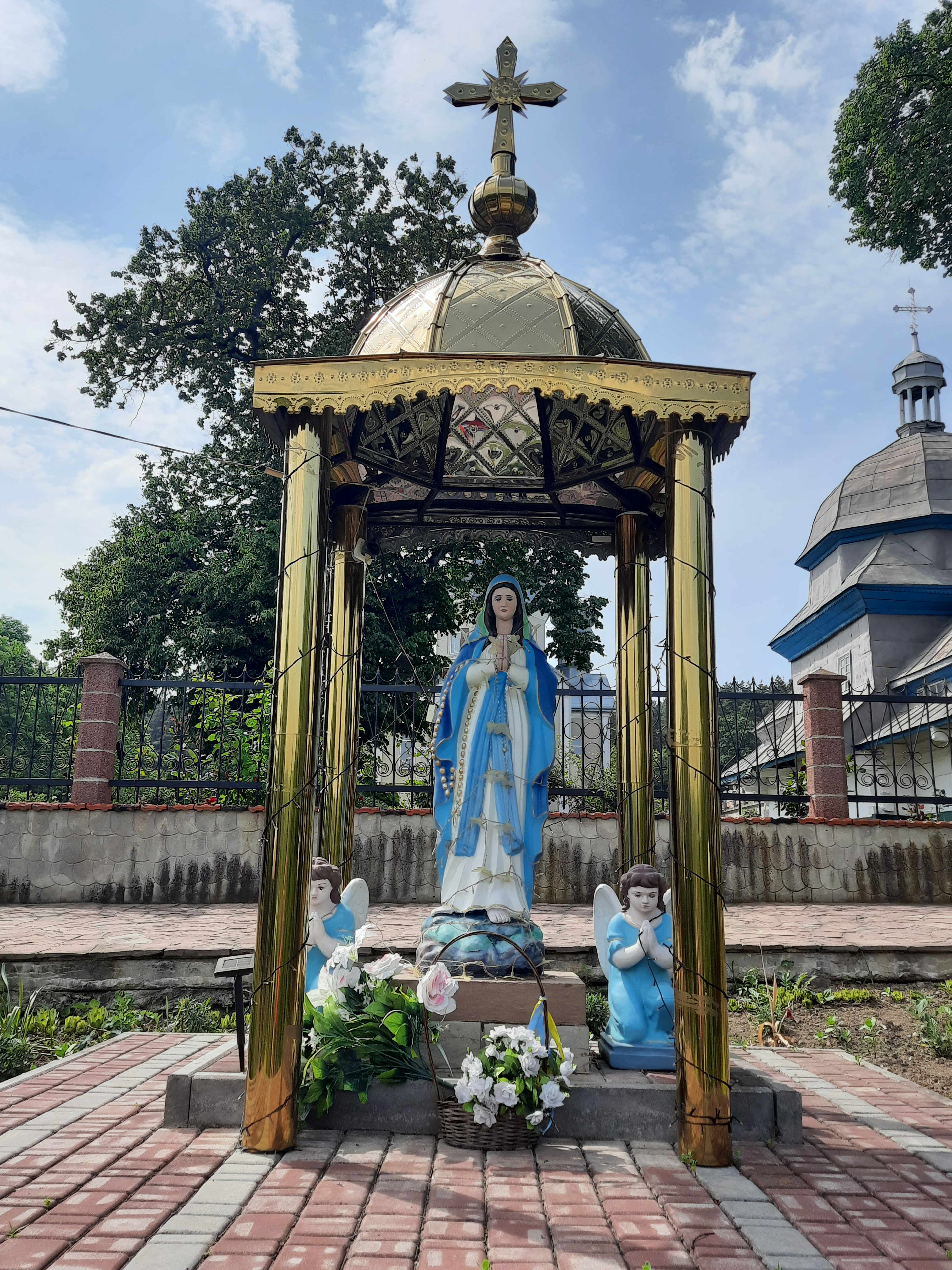
Статуя Божої Матері.
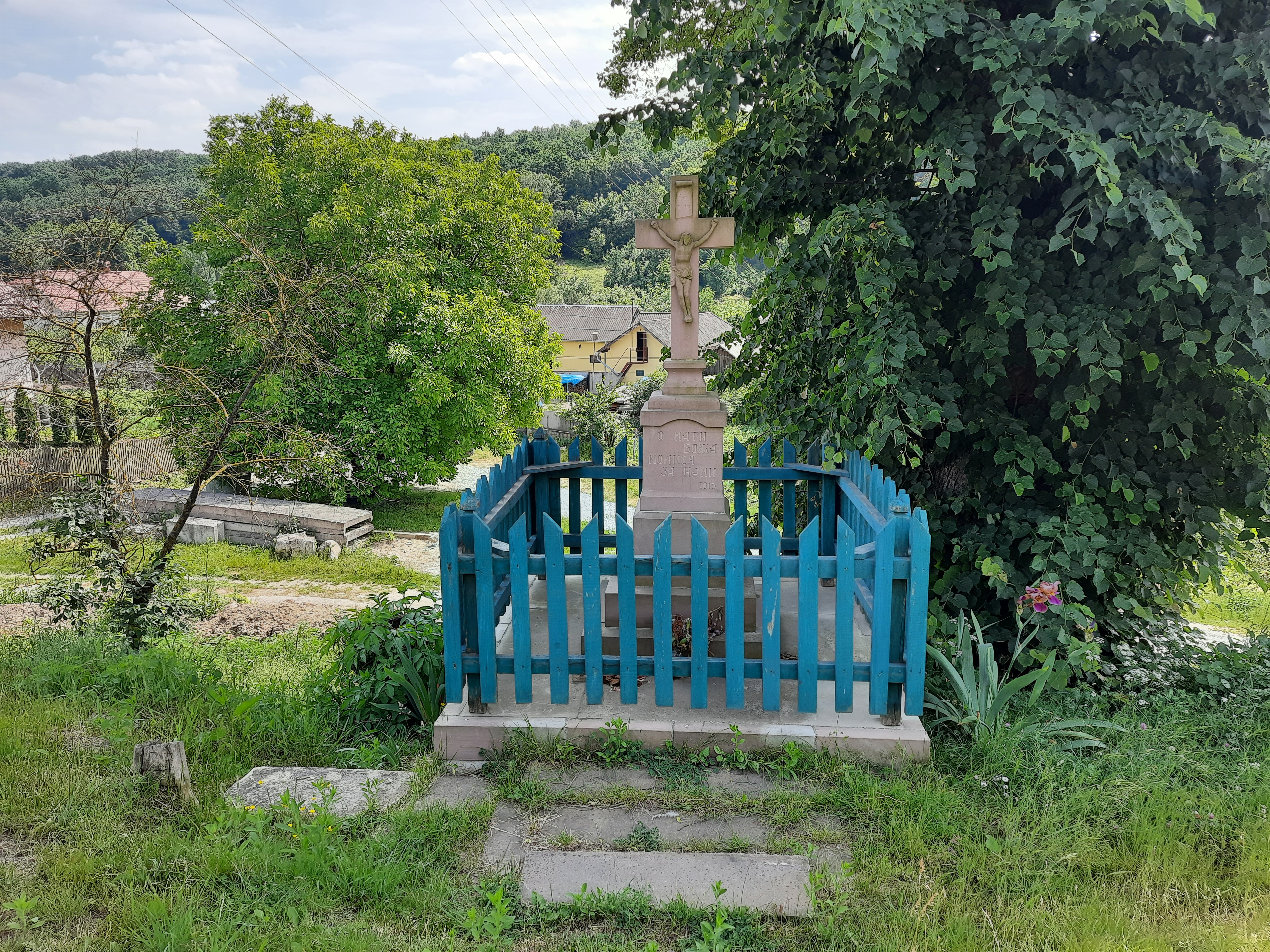
Пам'ятний хрест.
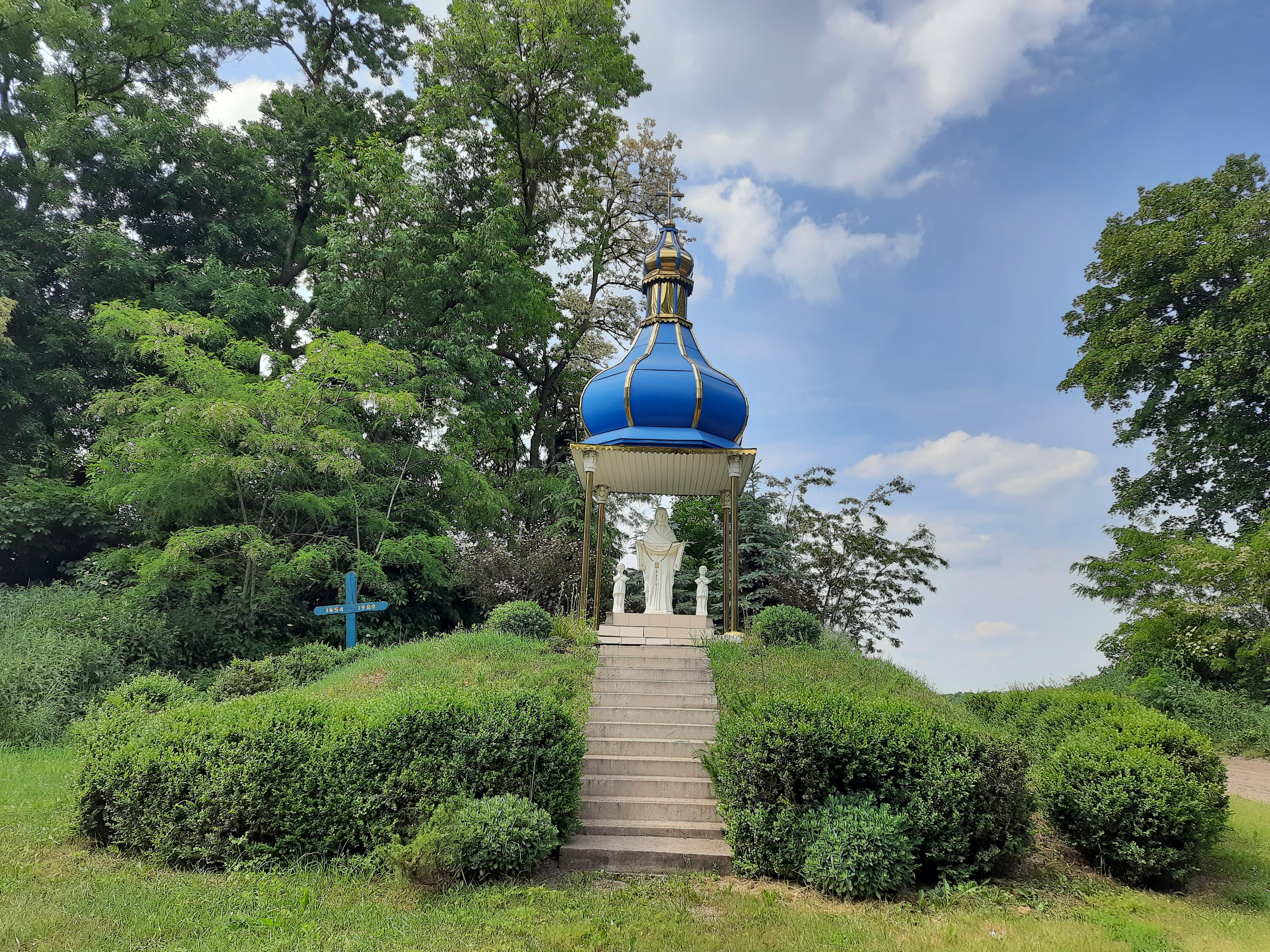
Статуя Божої Матері на околиці села.